# Gnophos umbrosaria
Gnophos umbrosaria är en fjärilsart som beskrevs av Eugen Wehrli 1922. Gnophos umbrosaria ingår i släktet Gnophos och familjen mätare. Inga underarter finns listade i Catalogue of Life.